# Yaldili
Yaldili è un comune dell'Azerbaigian situato nel distretto di Yevlax. Conta una popolazione di 1 315 abitanti.